# George Ier (roi des Mosquitos)
 (août 2023).
La mise en forme du texte ne suit pas les recommandations de Wikipédia : il faut le « wikifier ».
Les points d'amélioration suivants sont les cas les plus fréquents. Le détail des points à revoir est peut-être précisé sur la page de discussion.
- Les titres sont pré-formatés par le logiciel. Ils ne sont ni en capitales, ni en gras.
- Le texte ne doit pas être écrit en capitales (les noms de famille non plus), ni en gras, ni en italique, ni en « petit »…
- Le gras n'est utilisé que pour surligner le titre de l'article dans l'introduction, une seule fois.
- L'italique est rarement utilisé : mots en langue étrangère, titres d'œuvres, noms de bateaux, etc.
- Les citations ne sont pas en italique mais en corps de texte normal. Elles sont entourées par des guillemets français : « et ».
- Les listes à puces sont à éviter, des paragraphes rédigés étant largement préférés. Les tableaux sont à réserver à la présentation de données structurées (résultats, etc.).
- Les appels de note de bas de page (petits chiffres en exposant, introduits par l'outil «  Source ») sont à placer entre la fin de phrase et le point final[comme ça].
- Les liens internes (vers d'autres articles de Wikipédia) sont à choisir avec parcimonie. Créez des liens vers des articles approfondissant le sujet. Les termes génériques sans rapport avec le sujet sont à éviter, ainsi que les répétitions de liens vers un même terme.
- Les liens externes sont à placer uniquement dans une section « Liens externes », à la fin de l'article. Ces liens sont à choisir avec parcimonie suivant les règles définies. Si un lien sert de source à l'article, son insertion dans le texte est à faire par les notes de bas de page.
- La présentation des références doit suivre les conventions bibliographiques. Il est recommandé d'utiliser les modèles {{Ouvrage}}, {{Chapitre}}, {{Article}}, {{Lien web}} et/ou {{Bibliographie}}. Le mode d'édition visuel peut mettre en forme automatiquement les références.
- Insérer une infobox (cadre d'informations à droite) n'est pas obligatoire pour parachever la mise en page.

Pour une aide détaillée, merci de consulter Aide:Wikification.
Si vous pensez que ces points ont été résolus, vous pouvez retirer ce bandeau et améliorer la mise en forme d'un autre article.
George Ier de Mosquitia, né le 20 mars 1722 à Bluefields, et mort le 16 janvier 1777 dans la même ville[réf. nécessaire], est le cinquième roi de la côte des Mosquitos, également appelé Royaume de la Mosquitia, du 11 janvier 1755 à sa mort. 
Second fils du roi Jérémy II, il accède au trône après le décès de son frère, Édouard Ier, lui-même mort après la disparition de ses deux fils. Sous son règne, George développe économiquement son royaume et tente d'établir un équilibre entre l'allié britannique et la vice-royauté de Nouvelle-Espagne. À sa mort, il laisse un royaume avec une économie renforcée et stabilisé, et un territoire uni autour du pouvoir royal. 

## Biographie

### Famille et jeunesse
Né en 1722, il n'a que sept ans à la mort de son père, le roi Jérémy II, en 1729. Élevé par des missionnaires britanniques tout comme ses deux frères, il reçoit une éducation influencée par le modèle anglais, mais apprend également d'autres langues comme l'espagnol et le français.  
Sous le règne de son frère aîné, le roi Édouard Ier, il joue un rôle de premier conseiller et co-administre le royaume avec son autre frère, le prince Isaac. Très jeune, il donne naissance à trois fils, assurant ainsi la succession au trône. 

### Accession au trône
Dans les années 1740, le roi Édouard donne naissance à deux fils : les princes Eugène et Perry. Après la mort d'Eugène en 1752, c'est Perry qui meurt à son tour à la fin de l'année 1754. Malade, le roi perd ainsi ses deux héritiers directs, faisant de son frère, le prince George, le nouvel héritier présomptif. Quelques semaines plus tard, le 11 janvier 1755, Édouard meurt et laisse le trône à son cadet, qui devient roi sous le nom de George Ier. 

### Règne

#### Contrôle de la population
Selon un rapport sur le pays, rédigé en 1773 par Bryan Edwards, les terres de la Mosquitia étaient divisées en deux groupes de population, les « Samboes » (Miskito Sambu) qui étaient mixtes indigènes et anglais, et les « Indiens purs » (Miskito Tawira) ; et était en outre divisé en quatre domaines : les domaines du roi et de la famille royale au nord et à l'ouest, habités par des "Samboes" et les domaines des gouverneurs et des généraux, habités par des "Indiens purs".  Les colons britanniques ont signalé pour la première fois cette quadruple division en 1766, et il est possible que le roi George l'ait créée ou consolidée. 
Edwards a également observé qu'en 1770, le royaume de George avait une population qu'il estimait entre 7 000 et 10 000 combattants, ce qui, à un ratio de quatre civils pour un combattant, ferait 28 000 et 40 000 personnes. En plus des Mosquitos, la population comprenait 1 400 habitants britanniques, dont 136 blancs, 112 métis et environ 600 esclaves, principalement concentrés autour de la colonie britannique de Black River, mais d'autres concentrations se trouvaient à Cap Gracias a Dios et à Bluefields. 

#### Développement politique et économique
L'une des tensions au sein de la Mosquitia était celle entre les Sambus et les Tawira, puisque les Sambus étaient principalement dans le nord et l'ouest (principalement dans le Honduras actuel) et poussaient vigoureusement leur autorité vers le sud dans les domaines des Tawira (qui se trouvaient principalement dans le Nicaragua actuel). Ce modèle a été mis au point par l'amiral Dilson Hall, qui contrôlait ainsi les parties extrêmes sud du domaine royal. En juin 1769, l'amiral Israel Sella, avertit le roi que le frère de Dilson, Jaspar Hall, ainsi que deux soldats nommés John Chord et Vizer, rendirent visite aux Espagnols à Cartago et reçurent des cadeaux dans le cadre d'un plan visant à remplacer le roi et à chasser les Anglais de la rive. Les responsables espagnols ont déclaré que Dilson était le "gouverneur de la nation des Mosquitos".  
Au même moment, le général Tempest, se rend en Angleterre au nom du roi, pour tenter de persuader le roi George III de séparer l'administration des Anglais vivant en Amérique centrale de la Jamaïque, une décision qui a conduit George Ier à croire qu'il était lâché par son allié britannique. La menace était suffisante pour que George demande l'aide des Espagnols. Finalement, le gouvernement colonial espagnol négocie et se rallie au roi George, mettant ainsi fin au plan des frères Hall.
George a également accordé de nombreuses concessions de terres généreuses aux Anglais pour établir des plantations. Il en donna beaucoup autour de Black River, leur plus grande colonie, mais aussi autour de Bluefields, qui se trouvait sur une terre gouvernée par Dilson, une décision définitive pour établir son autorité dans tout le royaume des Mosquitos. Parmi ces subventions figuraient celles accordées au Dr. Charles Irwin, qui demanda l'aide d'Olaudah Equiano pour recruter des esclaves en 1776. En échange, l'amiral Dilson poursuivit les négociations avec les Espagnols avant d'être finalement renvoyé par le roi. 

#### Fin de règne et mort
À la suite des négociations antérieures entreprises par le général Tempest, le roi George se rendit en Jamaïque en 1774 pour placer son royaume sous la protection du roi d'Angleterre, et reçut des cadeaux en échange. On dit qu'il a envoyé au roi George III, un baril de terre du royaume et a promis de fournir 5 000 combattants aux Anglais pour réprimer toute révolte qui pourrait éclater en Amérique du Nord. 
Le roi George mourut lors d'une épidémie de variole en 1777, laissant ainsi le trône à son fils aîné, George Frédéric.